# Rácio aluno-professor
A rácio aluno-professor se refere à proporção entre alunos e professores, ou seja, ao número de professores em uma escola, faculdade ou universidade em relação ao número de estudantes que frequentam uma instituição. Por exemplo, uma rácio aluno-professor de 10:1 indica que há 10 alunos para um professor. O termo também pode ser reverso para criar uma proporção professor-aluno.

## Argumentos a favor
Há quem acredite que uma pequena proporção aluno-professor garanta atenção mais individualizada para estudantes, bem como maior facilidade no aprendizado.

## Nos Estados Unidos
Nos Estados Unidos, alguns estados criaram legislação estabelecendo um máximo de rácio aluno-professor para níveis específicos de ensino, particularmente no jardim de infância.